# بي إن سبورتس إسبانيا
بي إن سبورتس إسبانيا (بالإنجليزية: beIN Sports)‏ كانت شبكة قنوات رياضية إسبانية مملوكة لشركة الاستثمارات الرياضية القطرية (شركة تابعة لمجموعة بي إن الإعلامية) وتديرها شركة ميديابرو. وكانت النسخة الإسبانية من شبكة بي إن سبورتس الرياضية العالمية.
تمتلك قناة بي إن سبورتس حقوق بث العديد من بطولات كرة القدم الكبرى على التلفزيون الإسباني. منذ موسم 2016–17، تبث قناة بي إن سبورتس الدوري الإسباني وكأس الملك، مع تغطية حصرية للمسابقتين الأوروبيتين الرئيسيتين دوري أبطال أوروبا والدوري الأوروبي، والمسابقتين الرئيسيتين في أمريكا الجنوبية كوبا ليبرتادوريس وكوبا سود أمريكانا والدوريات الوطنية الكبرى بما في ذلك الدوري الفرنسي والدوري الإيطالي، إلى جانب محتوى من الدوريات الأخرى في أوروبا والكؤوس الوطنية الرئيسية بما في ذلك كأس فرنسا وكأس هولندا وكأس ألمانيا وكأس البرازيل.

## التاريخ
في 1 يوليو 2015، بعد إغلاق تلفزيون جول، تم إطلاق بي إن سبورتس إسبانيا رسميًا في إسبانيا على المنصة الإلكترونية توتال تشانل وملعب جول المملوكة لشركة ميديابرو. مع إبقاء القناة مجانية المشاهدة حتى 31 أغسطس فقط لأولئك الذين تم دفع رسومهم لشركة تليفزيون جول. في 1 أغسطس 2015، أصبحت بي إن سبورتس متاحة على منصات الكابل والأقمار الصناعية الوطنية الرئيسية.
أطلقت قناة بي إن سبورتس قناة مدفوعة على اليوتيوب في 20 أكتوبر 2015، وأغلقت لاحقًا في نوفمبر 2016.
في 9 أغسطس 2018، بعد أن فقدت أكبر حقوق البث في المنطقة (دوري أبطال أوروبا، والدوري الأوروبي والدوريات الدولية)، أوقفت القناة بثها، وبيعت الحقوق الرياضية القليلة التي لا تزال تمتلكها إلى بطولة موفيستار ليجا دي كامبيونيس، دوري أبطال أوروبا، مع القيود التي فرضتها اللجنة الوطنية للأسواق والمنافسة.

### بي إن كونكت
تتولى شركة ميديابرو تشغيل خدمة بي إن كونكت في إسبانيا، والتي تم إطلاقها في 22 يوليو 2015.
في عام 2017، أطلقت باقة تلفزيونية ترفيهية، بما في ذلك فوكس وإيه إكس إن وفوكس لايف وتي إن تي وتي سي إم وهيستوريا وكوميدي سنترال وناشيونال جيوغرافيك ونيكلوديون. وكان هذا أول عرض أو تي تي في إسبانيا.
بعد إغلاق بي إن سبورتس إسبانيا، اختفت باقة الترفيه في عام 2019. ظلت قناة جول متاحة على الخدمة حتى 10 مارس 2020 عندما تم إغلاق بي إن سبورتس إسبانيا نهائيًا.

## البرمجة
عرضت قناة بي إن سبورتس إسبانيا الأحداث المباشرة والمسجلة من الدوريات والمسابقات التالية:

### كرة القدم
الاتحاد الأوروبي لكرة القدم
- إسبانيا: الدوري الإسباني (8/10 مباريات في الأسبوع وأول كلاسيكو)، كأس الملك والدوري الإسباني لكرة القدم للسيدات
- فرنسا: الدوري الفرنسي.
- إيطاليا: الدوري الإيطالي.

## وصلات خارجية
- الموقع الرسمي
- beINSPORTSesعلى تويتر.
- بي إن سبورتس إسبانيا  على فيسبوك.